# An Thạnh, Mỏ Cày Nam
An Thạnh là một xã thuộc huyện Mỏ Cày Nam, tỉnh Bến Tre, Việt Nam.
Xã An Thạnh có diện tích 13,68 km², dân số năm 2015 là 15.684 người, mật độ dân số đạt 1.147 người/km².

## Lịch sử
Ngày 30 tháng 1 năm 2018, UBND tỉnh đã ban hành Quyết định số 231/QĐ-UBND công nhận trung tâm xã An Thạnh là đô thị loại V. 